# Tessère de Minu-Anni
Minu-Anni Tessera
Pour les articles homonymes, voir Minu-Anni.
La tessère de Minu-Anni (désignation internationale : Minu-Anni Tessera) est un terrain polygonal situé sur Vénus dans un quadrangle quadrangle inconnu. Il a été nommé en référence à Minu-Anni, déesse assyrienne du destin.